# Alam Khan de Khandesh
Alam Khan fou sobirà farúquida de Khandesh proclamat el 30 d'agost o 7 de setembre de 1508 o el 8 o 15 d'agost de 1510, després de la mort del seu parent Ghazni Khan.
Amb el suport de Berar i Ahmadnagar, fou proclamat sobirà. Gujarat s'hi va oposar i Mahmud Shah Baykara va envair el país en suport d'un altre Alam Khan, homònim per tant al seu rival, besnet de Malik Iftikar Hasan (fill del fundador de la dinastia Malik Raja Ahmad). L'Alam Khan protegit de Gujarat va entrar a Thalner i Alam Khan protegit d'Ahmadnagar va fugir cap a Burhanpur (novembre-desembre del 1508) o 1510. L'abril de 1509 (o 1511), derrotades les forces de Nizam Shah d'Ahmadnagar i les lleials al seu protegit Alam Khan, el seu homònim protegit per Gujarat fou entronitzat com Adil Khan III.